# John Connolly (Schriftsteller)

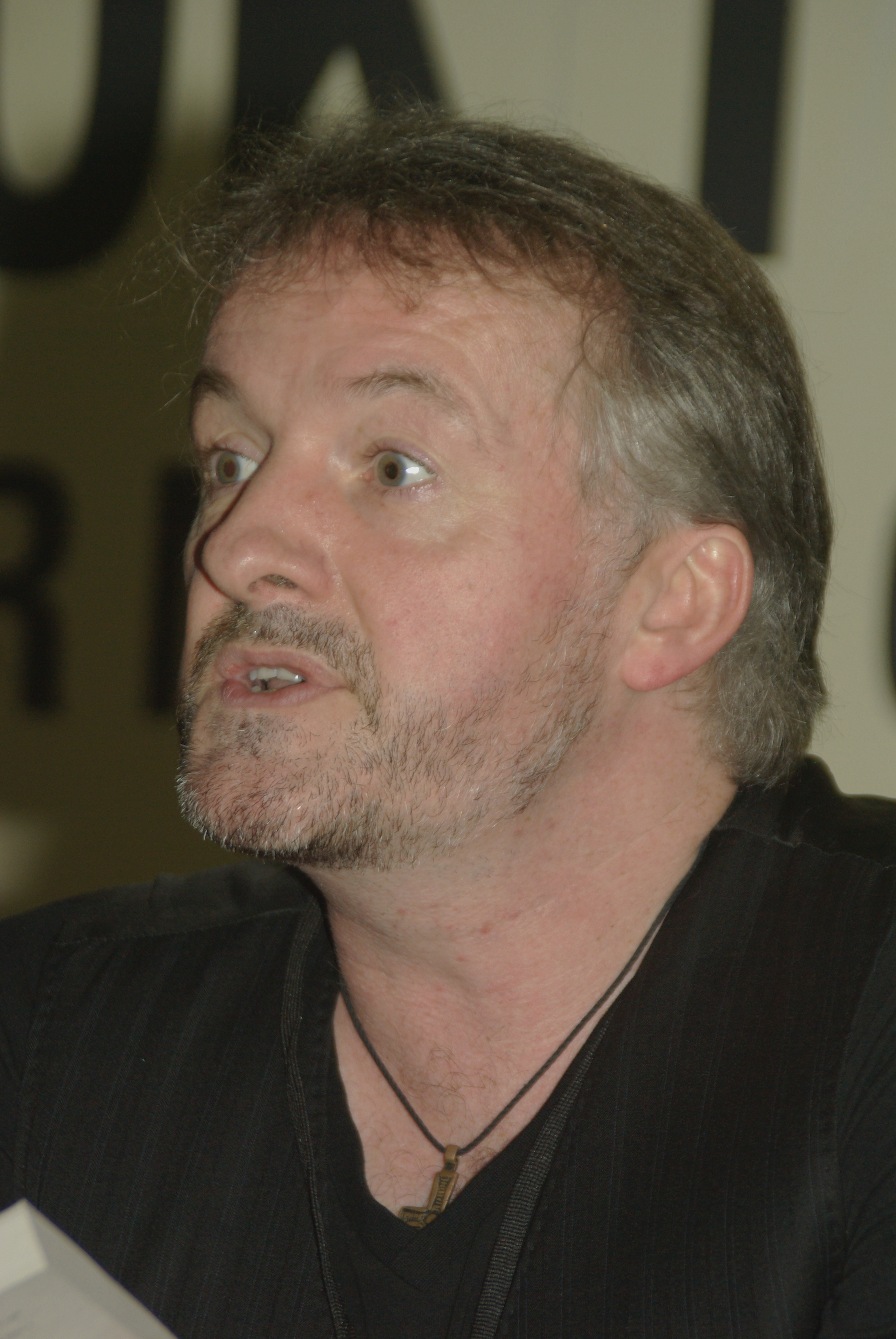
John Connolly, 2011

John Connolly (* 31. Mai 1968 in Dublin) ist ein irischer Schriftsteller.

## Leben
John Connolly wuchs in Dublin auf, studierte Englisch am Trinity College und im Anschluss Journalismus an der Dublin City University. Nach einer Reihe von Aushilfsjobs arbeitete er fünf Jahre als Journalist für die Irish Times, bevor er seinen ersten Roman schrieb.
Bekannt wurde Connolly durch die Romanreihe um den ehemaligen New Yorker Polizisten Charles „Bird“ Parker, dessen Frau und Tochter von einem Serienkiller getötet wurden. Seit dem Mord arbeitet Parker als Privatermittler. Seine Mitarbeiter sind Parkers Freund Angel, ein „pensionierter“ Einbrecher, und Angels Lebenspartner, der Auftragskiller Louis.
Connolly benannte seinen Protagonisten nach dem Jazzmusiker Charlie Parker, dessen Spitzname ebenfalls „Bird“ oder „Birdman“ war. Die Nebencharaktere Louis und Angel sind eine Reminiszenz an den Film Angel Heart, in dem Harry Angel und Louis Cyphre ein ähnliches Duo abgeben.
In den Romanen vermischen sich Realität und Übersinnliches: Geistererscheinungen, Halluzinationen bzw. Visionen und übernatürliche Wesen tauchen in den Geschichten auf. Auch Connollys Charaktere sind oft mystisch überhöht: Louis wird als „hitman without equal“ („Killer ohne Gleichen“) eingeführt; er und Angel agieren oft als Parkers „Schutzengel“. Parker selbst scheint telepathische Fähigkeiten zu haben, und viele der Verbrechen haben einen esoterischen Hintergrund. In der Kritik wurde Connolly deswegen oft mit Stephen King verglichen, zumal einige von Connollys Werken in Kings Heimat Portland, Maine, spielen, wo auch sein Protagonist Charles Parker herstammt.
2000 wurde Connolly als erster ausländischer Autor mit dem US-amerikanischen „Shamus Award – Best First Private Eye Novel“ für Every Dead Thing (dt.: Das schwarze Herz) ausgezeichnet.
2004 schrieb er eine Reihe von Gruselgeschichten für BBC Radio 4, die in der Anthology Nocturnes erschienen. Das Buch enthält zudem eine Charlie Parker-Novelle, welche die zeitliche Lücke zwischen den Romanen The White Road und The Black Angel füllt.
2006 schrieb Connolly sein erstes Jugendbuch The Book of Lost Things, in dem ein Junge während des Zweiten Weltkriegs in eine Fantasiewelt gerät.

## Werke

### Bird-Parker-Reihe
- Every Dead Thing, 1999
  - Das schwarze Herz
- Dark Hollow, 2000
  - Das dunkle Vermächtnis
- The Killing Kind, 2001
  - In tiefer Finsternis, dt. von Georg Schmidt; Ullstein, Berlin 2005. ISBN 3-550-08475-7
- The White Road, 2002
  - Die weiße Straße, dt. von Georg Schmidt; Ullstein, Berlin 2006. ISBN 3-550-08467-6
- The Black Angel, 2005
  - Der brennende Engel, dt. von Georg Schmidt; List, Berlin 2008. ISBN 3-471-30006-6
- The Unquiet, 2007
  - Der Kollektor, dt. von Georg Schmidt; List, Berlin 2009. ISBN 978-3-471-35007-2
- The Reapers, 2008
  - Todbringer, dt. von Georg Schmidt; Ullstein, Berlin 2011. ISBN 3-548-28247-4
- The Lovers, 2009
  - Der Pakt der Liebenden, dt. von Georg Schmidt; List, Berlin 2011. ISBN 3-471-35029-2
- The Whisperers, 2010
  - Die Bruderschaft der Nacht, dt. von Georg Schmidt; List, Berlin 2012. ISBN 3-471-35066-7
- The Burning Soul, 2011
- The Wrath of Angels, 2012
- The Wolf in Winter, 2014
- A Song of Shadows, 2015
- A Time of Torment, 2016
- A Game of Ghosts, 2017
- The Woman in the Woods, 2018

### Samuel-Johnson-Reihe
- The Gates, 2009
  - Das Portal der Dämonen, dt. von Petra Koob-Pawis; cbj, München 2011. ISBN 978-3-570-13991-2
- The Infernals, 2011 (Titel der britischen Ausgabe: Hell's Bells)
- The Creeps, 2013

### Invaders-Trilogie
- Conquest, 2013
- Empire, 2015
- Dominion, 2016

### Andere Romane
- Bad Men, 2003
  - Die Insel, dt. von Charlotte Breuer und Norbert Möllemann; Ullstein, Berlin 2005. ISBN 3-548-26300-3
- The Book of Lost Things, 2006
  - Das Buch der verlorenen Dinge, dt. von Claudia Feldmann; List, Berlin 2008. ISBN 978-3-471-30005-3
- he. Hodder & Stoughton, London 2017, ISBN 9781473663626 (Englische Originalausgabe).
  - Stan. Übersetzung von Gottfried Röckelein. Rowohlt, Reinbek bei Hamburg 2018, ISBN 978-3-498-00946-5 (Roman).

### Kurzgeschichten
- Nocturnes, 2004
  - Nocturnes, dt. von Charlotte Breuer und Norbert Möllemann; Ullstein, Berlin 2007. ISBN 978-3-548-26412-7
- Mr Gray´s Folly, 2006 (in Dangerous Women – an Anthology of Short Stories from 17 Crime Writers, Edited by Otto Penzler)
  - Mr. Grays Prachtbau, in Mörderische Affären, hg. von Otto Penzler, Aufbau, Berlin 2007. ISBN 3-746-62355-3
- The Cycle, 2005 (in Moments: Short Stories by Irish Women Writers in Aid of the Victims of the Tsunami. Edited by Ciara Considine – unter dem Pseudonym Laura Froom).
- A Haunting, 2008 (in: Downturn Tales: Stay-Up-All-Night Stories from Your Favorite Bestselling Authors)
- Lazarus, 2011 (in The New Dead – A Zombie Anthology. Edited by Christopher Golden)
  - Lazarus, in The New Dead – Die Zombie-Anthologie, hg. von Christopher Golden (Hrsg.), Panini, Stuttgart 2011. ISBN 3-833-22253-0
- The Caxton Lending Library & Book Depository, 2013
- The Wanderer in Unknown Realms, 2013

### Sachbücher
- Books to Die For: The World’s Greatest Mystery Writers on the World’s Greatest Mystery Novels, 2012 (gemeinsam mit Declan Burke, Agatha Award 2012)
- Parker : A Miscellany, 2016 (enthält Essays und Einführungen zu den Parker-Romanen)

## Auszeichnungen
- 2000: Shamus Award – Bester Debütroman für Every Dead Thing (dt.: Das schwarze Herz. Ullstein, Berlin 2000)
- 2003: Barry Award – Bester britischer Kriminalroman für The White Road (dt.: Die weiße Straße. Ullstein, Berlin 2006)
- 2013: Agatha Award – Bestes Sachbuch und Anthony Award für Books to Die For: The World's Greatest Mystery Writers on the World's Greatest Mystery Novels (gemeinsam mit Declan Burke)
- 2014: Edgar Allan Poe Award – Beste Kurzgeschichte für The Caston Private Lending Library & Book Depository

## Verfilmung
2009 wurde Connollys Kurzgeschichte "The New Daughter" (dt.: "Die neue Tochter", in: "Nocturnes") von der amerikanischen Produktionsfirma Gold Circle Films verfilmt. In den Hauptrollen spielen Kevin Costner als John James und Ivana Baquero als dessen Tochter Louisa James. Regie führte Luis Berdejo.